# كارا روس
كارا روس من مواليد (1966/1967م) هي مصممة مجوهرات أمريكية وزوجة الملياردير الأمريكي ستيفن روس.

## بداية حياتها والتعليم
نشأت كارا جافني في بلدة ماين لاين في مالفيرن، بنسلفانيا، وهي واحدة من خمسة أطفال للجراح إدموند جافني وزوجته باربرا. صممت كارا أول قطعة مجوهرات لها عندما كانت في الثالثة عشر من عمرها وقامت بتصميمها من أحجار التورمالين الكريمة التي حصلت عليها وهي في رحلة سفاري عائلية في إفريقيا.  التحقت بمدرسة أغنيس أروين الخاصة في روزمونت، بنسلفانيا مع مصممة الأزياء توري بورش (أصدقاء حتى اليوم) وكانت وظيفتها الأولى في آن تايلور في مركز ملك بروسيا التجاري. تخرجت من جامعة جورج تاون بتخصص رئيسي  في اللغة الإنجليزية وتخصص فرعي في تاريخ الفن  وتدربت في العديد من وكالات العلاقات العامة المحلية وكذلك سي إن إن. ثم انتقلت كارا إلى مدينة نيويورك حيث تقلدت منصبًا في القسم الخاص بمبيعات الإعلانات بمجلة هاربر بازار في مانهاتن. 

## حياتها المهنية
بعد ثلاث سنوات من بيع إعلانات المجلة، التحقت كارا ببرنامج مكثف لمدة ستة أشهر في معهد الأحجار الكريمة بأمريكا وأصبحت عالمة أحجار كريمة معتمدة. فيما بعد بدأت كارا في تصميم مجوهراتها الخاصة بالتركيز على المجوهرات الراقية وقامت بتصميم قطعًا فريدة من نوعها لعملائها. وفي عام 2003، أسست كارا روس نيويورك  وظهر خط المجوهرات الخاص بها لأول مرة في بيرجدورف جودمان. وتُعرف كارا بمزج عناصر الذهب والبلاتين والماس التقليدية مع المواد العضوية مثل خشب الأبنوس والقيقب. وفي عام 2005، أطلقت كارا مجموعة حقائب يد فاخرة تتميز بجلود غريبة ومشابك من الأحجار الكريمة.
تضم قائمة عملائها العديد من المشاهير ورموز المجتمع مثل آن هاثاواي، وكيت هدسون، وأليسيا كيز، وديمي مور، وأوبرا وينفري، وميشيل أوباما. كلف البيت الأبيض روس بتصميم مجموعة حصرية من المجوهرات، مصنوعة من شجرة ماغنوليا الموجودة بحديقة البيت الأبيض، لتقدمها السيدة الأولى كهدايا لرؤساء الدول الزائرة والموظفات الراحلات من البيت الأبيض. تُباع مجوهرات كارا روس في العديد من الاماكن منها متجر بيرجدورف جودمان، هارودز، ساكس افنيو، بلومينغديلز، هنري بندل، سكوب، انترميكس. لديها أيضًا موزع في كندا ومعارض في كل من مدينة نيويورك ولندن.
فازت روس في عام 2008 بجائزة النجمة الصاعدة للاكسسورات بمجموعة الأزياء الدولية وفي عام 2012 تم إعلان فوزها بجائزة التصميم من قبل جمعية المجوهرات النسائية.

## حياتها الشخصية
تزوجت كارا عام 2003 من مليارديرالتطوير العقاري ستيفن م. روس.   وتُقيم كارا معه الآن في نيويورك ومعها بناتها من زواجها السابق أفيري ودرو وأيضًا أطفال ستيفن من زواجه الأول، جنيفر وكيمبرلي.
تعمل روس حاليًا بمجلس إدارة جامعة جورج تاون 2012-2013.